# AEGON Championships 2016
AEGON Championships 2016, známý také pod tradičním názvem Queen's Club Championships 2016,, byl tenisový turnaj pořádaný jako součást mužského okruhu ATP World Tour, který se hrál v Queen's Clubu na otevřených travnatých dvorcích. Probíhal mezi 13. až 19. červnem 2016 v britském hlavním městě Londýně jako čtyřicátý pátý ročník turnaje.
Turnaj s rozpočtem 1 928 610 eur patřil do kategorie ATP World Tour 500. Nejvýše nasazeným v singlové soutěži se stal druhý hráč světa a obhájce tittulu Andy Murray ze Spojeného království. Jako poslední přímý účastník do hlavní soutěže ve dvouhře  nastoupil 60. francouzský hráč žebříčku Paul-Henri Mathieu.
Vítězi se v obou soutěžích stali obhájci titulu. Rekordní pátou trofej v londýnském Queen's Clubu vybojoval Andy Murray. Deblovou část ovládl nejlepší světový pár Francouzů Pierre-Hugues Herbert a Nicolas Mahut, jenž si připsal šestý společný tarnajový vavřín.

## Rozdělení bodů a finančních odměn

### Rozdělení bodů
| Soutěž  | vítězové | finalisté | semifinalisté | čtvrtfinalisté | 16 v kole | 32 v kole | Q  | Q2 | Q1 |
| ------- | -------- | --------- | ------------- | -------------- | --------- | --------- | -- | -- | -- |
| dvouhra | 500      | 300       | 180           | 90             | 45        | 0         | 20 | 10 | 0  |
| čtyřhra | 500      | 300       | 180           | 90             | 0         | —         | —  | —  | —  |

### Finanční odměny
| Soutěž                              | vítězové | finalisté | semifinalisté | čtvrtfinalisté | 16 v kole | 32 v kole | 64 v kole | Q2     | Q1     |
| ----------------------------------- | -------- | --------- | ------------- | -------------- | --------- | --------- | --------- | ------ | ------ |
| dvouhra                             | €410 200 | €192 650  | €95 665       | €47 830        | €24 235   | €12 755   | €0        | €2 125 | €1 170 |
| čtyřhra                             | €120 900 | €57 130   | €27 570       | €14 340        | €7 510    | —         | —         | —      | —      |
| částka ve čtyřhře je uvedena na pár |          |           |               |                |           |           |           |        |        |

## Dvouhra

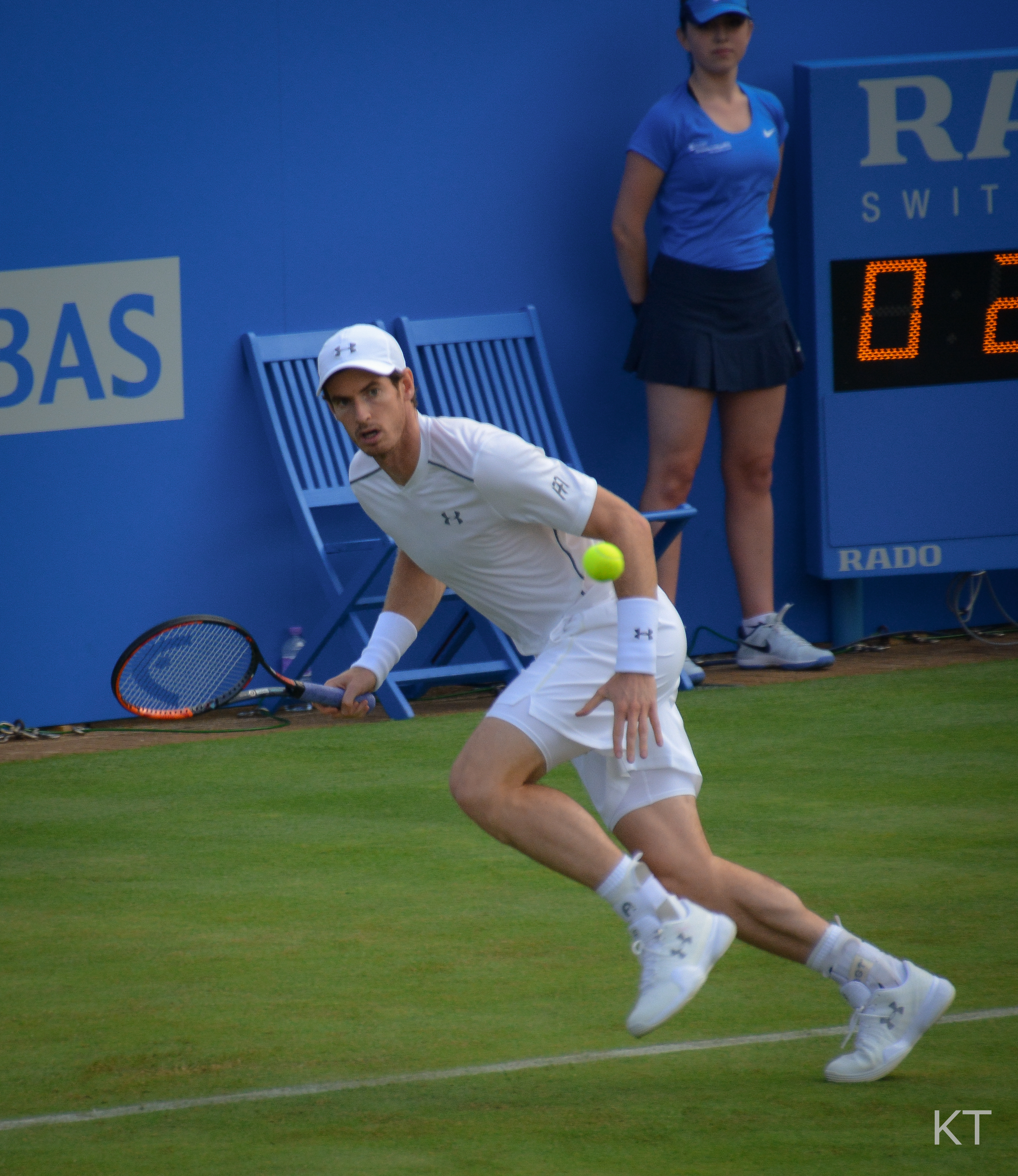
Vítězná světová dvojka Andy Murray

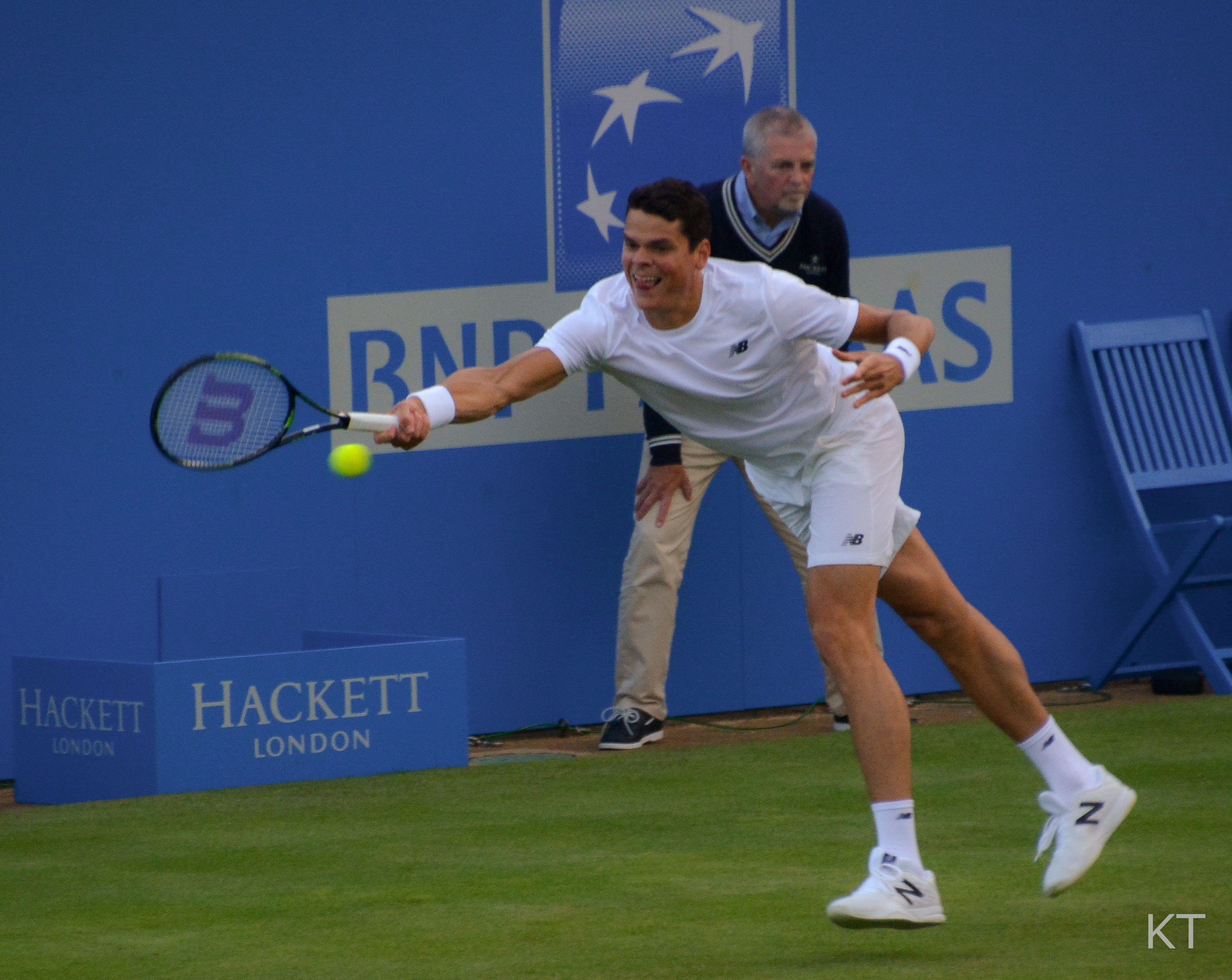
Poražený finalista Milos Raonic

### Nasazení hráčů
| Země                          | Hráč                  | ATP | Nasazení |
| ----------------------------- | --------------------- | --- | -------- |
| Spojené království            | Andy Murray           | 2.  | 1.       |
| Švýcarsko                     | Stan Wawrinka         | 5.  | 2.       |
| Kanada                        | Milos Raonic          | 9.  | 3.       |
| Francie                       | Richard Gasquet       | 10. | 4.       |
| Chorvatsko                    | Marin Čilić           | 13. | 5.       |
| Španělsko                     | Roberto Bautista Agut | 16. | 6.       |
| USA                           | John Isner            | 17. | 7.       |
| Francie                       | Gilles Simon          | 18. | 8.       |
| Žebříček ATP k 6. červnu 2016 |                       |     |          |

### Jiné formy účasti na turnaji
Následující hráči obdrželi divokou kartu do hlavní soutěže:
- Kyle Edmund[8]
- Daniel Evans[8]
- James Ward[8]

Následující hráči postoupili z kvalifikace:
- Kevin Anderson
- Adrian Mannarino
- Vasek Pospisil
- Donald Young

Následující hráč postoupil z kvalifikace jako tzv. šťatný poražený:
- Jiří Veselý[3]

### Odhlášení
před začátkem turnaje
- Alexandr Dolgopolov (natažení břišního svalstva)[3] → nahradil jej Jiří Veselý
- Leonardo Mayer → nahradil jej Fernando Verdasco
- Rafael Nadal (poranění levého zápěstí) → nahradil jej Nicolas Mahut
- Jo-Wilfried Tsonga → nahradil jej Aljaž Bedene

v průběhu turnaje
- Pierre-Hugues Herbert

## Čtyřhra

### Nasazení párů
| Země                                                                      | Hráč                  | Země     | Hráč          | ATP | Nasazení |
| ------------------------------------------------------------------------- | --------------------- | -------- | ------------- | --- | -------- |
| Francie                                                                   | Pierre-Hugues Herbert | Francie  | Nicolas Mahut | 4.  | 1.       |
| Spojené království                                                        | Jamie Murray          | Brazílie | Bruno Soares  | 11. | 2.       |
| Nizozemsko                                                                | Jean-Julien Rojer     | Rumunsko | Horia Tecău   | 13. | 3.       |
| Indie                                                                     | Rohan Bopanna         | Rumunsko | Florin Mergea | 21. | 4.       |
| Žebříček ATP k 6. červnu 2016; číslo je součtem umístění obou členů páru. |                       |          |               |     |          |

### Jiné formy účasti

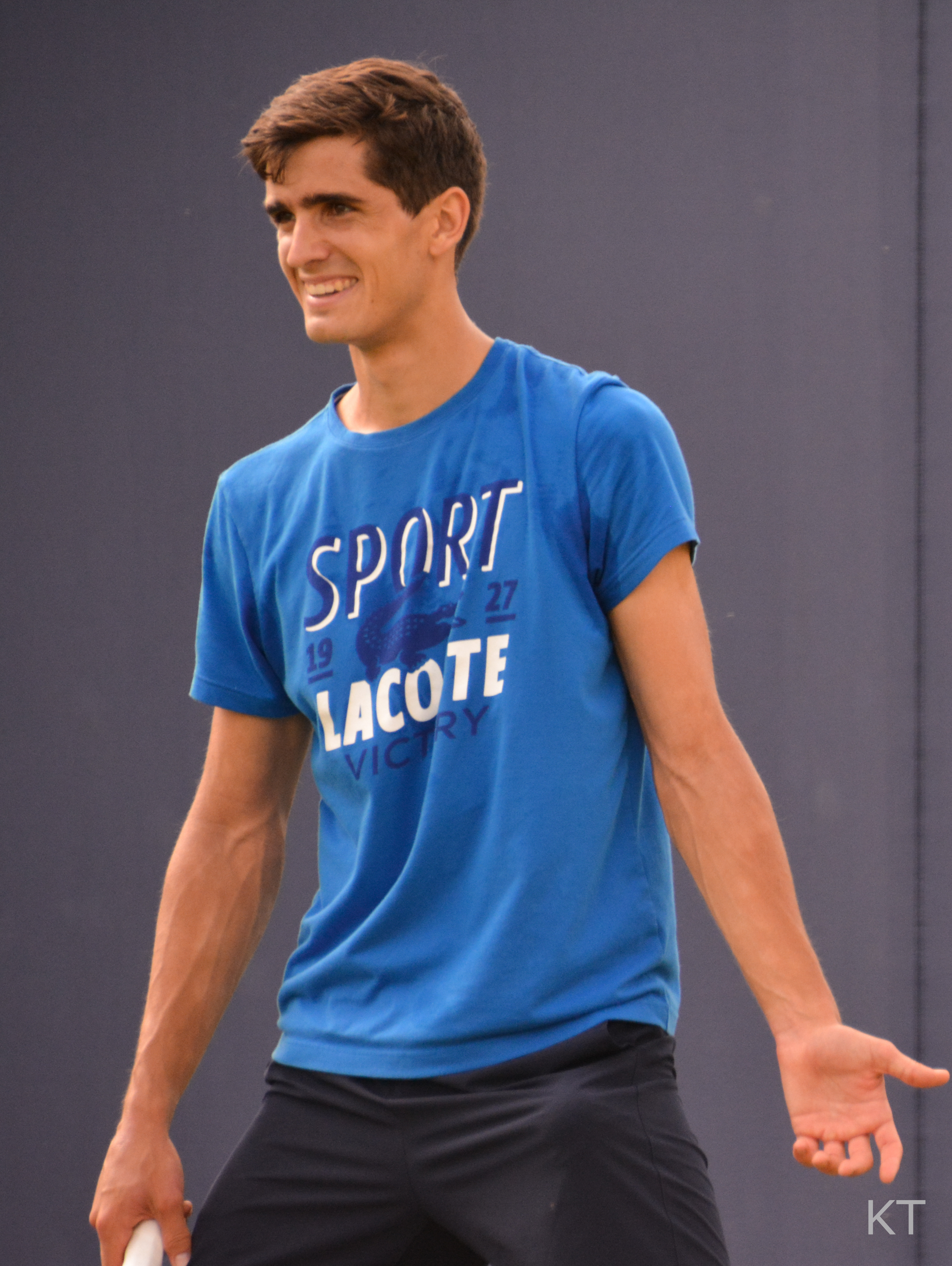
Člen vítězného páru Pierre-Hugues Herbert

Následující páry obdržely divokou kartu do hlavní soutěže:
- Aljaž Bedene /  Kyle Edmund[6]
- Jonatan Erlich /  Colin Fleming[6]

Následující pár postoupil z kvalifikace:
- Chris Guccione /  André Sá[6]

Následující pár postoupil z kvalifikace jako tzv. šťastný poražený:
- Steve Johnson /  Nicholas Monroe

## Přehled finále

### Mužská dvouhra
- Andy Murray vs.  Milos Raonic, 6–7(5–7), 6–4, 6–3

### Mužská čtyřhra
- Pierre-Hugues Herbert /  Nicolas Mahut vs.  Chris Guccione /  André Sá, 6–3, 7–6(7–5)